# Marie Dušková
Marie Dušková (6. října 1903, Skrýchov u Opařan – 15. prosince 1968, Želnava) byla česká básnířka.
Jako účastnice akce Pracující do literatury byla brzy považována za vzor dělnické spisovatelky.

## Dílo
Její literární kvality spočívaly především (spíše pouze) v její politické angažovanosti. Její dílo je typickou ukázkou angažované poezie v 50. letech 20. století.
- Nezapomenutelný květen, 1951 sbírka básní
- Polánka voní jarem, 1955 povídky
- Seznam děl v Souborném katalogu ČR, jejichž autorem nebo tématem je Marie Dušková